# Porosphaerella setosa
Porosphaerella setosa är en svampart som beskrevs av A.I. Romero & Samuels 1991. Porosphaerella setosa ingår i släktet Porosphaerella, ordningen Coniochaetales, klassen Sordariomycetes, divisionen sporsäcksvampar och riket svampar.   Inga underarter finns listade i Catalogue of Life.